# Безус (військовий)
Безус (роки життя невідомі) — начальник дивізії Дієвої армії УНР.
Молодший офіцер російської армії.
У складі військ отамана Григор'єва брав участь у повстанні проти гетьмана П. Скоропадського у Верхньодніпровському повіті Катеринославської губернії.
У листопаді—грудні 1918 р. — отаман повстанського загону (незабаром — полку військ Директорії). Після повстання Григор'єва проти радянської влади та його розгрому залишився на чолі Верхньодніпровського полку у підпорядкуванні командира 1-ї бригади григор'ївців отамана Ю. Тютюнника. Під командуванням Ю. Тютюнника у червні 1919 р. здійснив рейд на з'єднання з Дієвою армією УНР.
Після з'єднання і до жовтня 1919 р., як командир найбільшої частини військ Ю. Тютюнника (Верхньодніпровського полку), був призначений начальником однієї з двох Селянських дивізій Київської групи — 12-ї Селянської дивізії.
Подальша доля невідома.